# Eufrásio (diplomata)
Eufrásio (em latim: Euphrasius) foi um diplomata bizantino do início do século VI que atuou no reinado do imperador Anastácio I Dicoro (r. 491–518). Pai do diplomata Abrâmio e avô do também diplomata Nonoso, participou da embaixada à corte quindita de Aretas (r. 498–528) em 502 que pôs fim aos raides árabes em solo bizantino.